# Friedenfels
Friedenfels là một đô thị ở huyện Tirschenreuth bang Bayern, Đức.